# Assedio di Haarlem
L'assedio di Haarlem fu un episodio della guerra degli ottant'anni. Dall'11 dicembre 1572 al 13 luglio 1573 l'esercito di Filippo II di Spagna condusse un sanguinoso assedio alla città di Haarlem nei Paesi Bassi, la cui lealtà era venuta meno alla causa spagnola nell'estate precedente. Dopo la battaglia dell'Haarlemmermeer e la sconfitta delle forze di terra, la città ormai allo stremo si arrese e la guarnigione venne massacrata. La resistenza ad ogni modo venne presa ad esempio dagli orangisti durante gli assedi di Alkmaar e Leida.

## Antefatto
La città di Haarlem inizialmente aveva una visione più moderata nella guerra di religione che stava interessando i Paesi Bassi. Tentò di sfuggire alla furia iconoclasta dei riformati nel 1566 che invece colpì pesantemente anche altre città dei Paesi Bassi. Quando la città di Brielle venne conquistata dai Geuzen il 1º aprile, Haarlem inizialmente non supportò i rivoluzionari. Gran parte degli amministratori della città, a differenza di molti cittadini, non erano favorevoli ad una rivoluzione aperta contro Filippo II che in fin dei conti aveva ereditato il territorio dei Paesi Bassi da suo padre, l'imperatore Carlo V. Ad ogni modo, dopo un lungo dibattito politico, la città decise ufficialmente di rivoltarsi al governo spagnolo il 4 luglio 1572.
Al governo spagnolo non piacque la decisione presa dalla città ed inviò un esercito da nord al comando di Don Fadrique, figlio del duca d'Alba. Il 17 novembre 1572 tutti i cittadini della città di Zutphen vennero uccisi dall'esercito spagnolo, ed il 1º dicembre la città di Naarden soffrì il medesimo destino.
L'amministrazione cittadina di Haarlem inviò una deputazione di 4 rappresentanti ad Amsterdam per tentare di negoziare con don Fadrique. Le difese della città era comandate dal governatore Wigbolt Ripperda, da poco incardinato da Guglielmo I d'Orange. Egli si era opposto particolarmente ai negoziati con gli spagnoli ed anzi richiamò la guardia cittadina e la convinse a giurare fedeltà assoluta all'Orange. L'amministrazione cittadina venne rimpiazzata da un gruppo di cittadini orangisti. Quando la deputazione tornò da Amsterdam, i quattro emissari vennero accusati di tradimento ed inviati al principe. La Sint-Bavokerk venne privata di tutti i simboli cattolici al suo interno in quello stesso giorno.

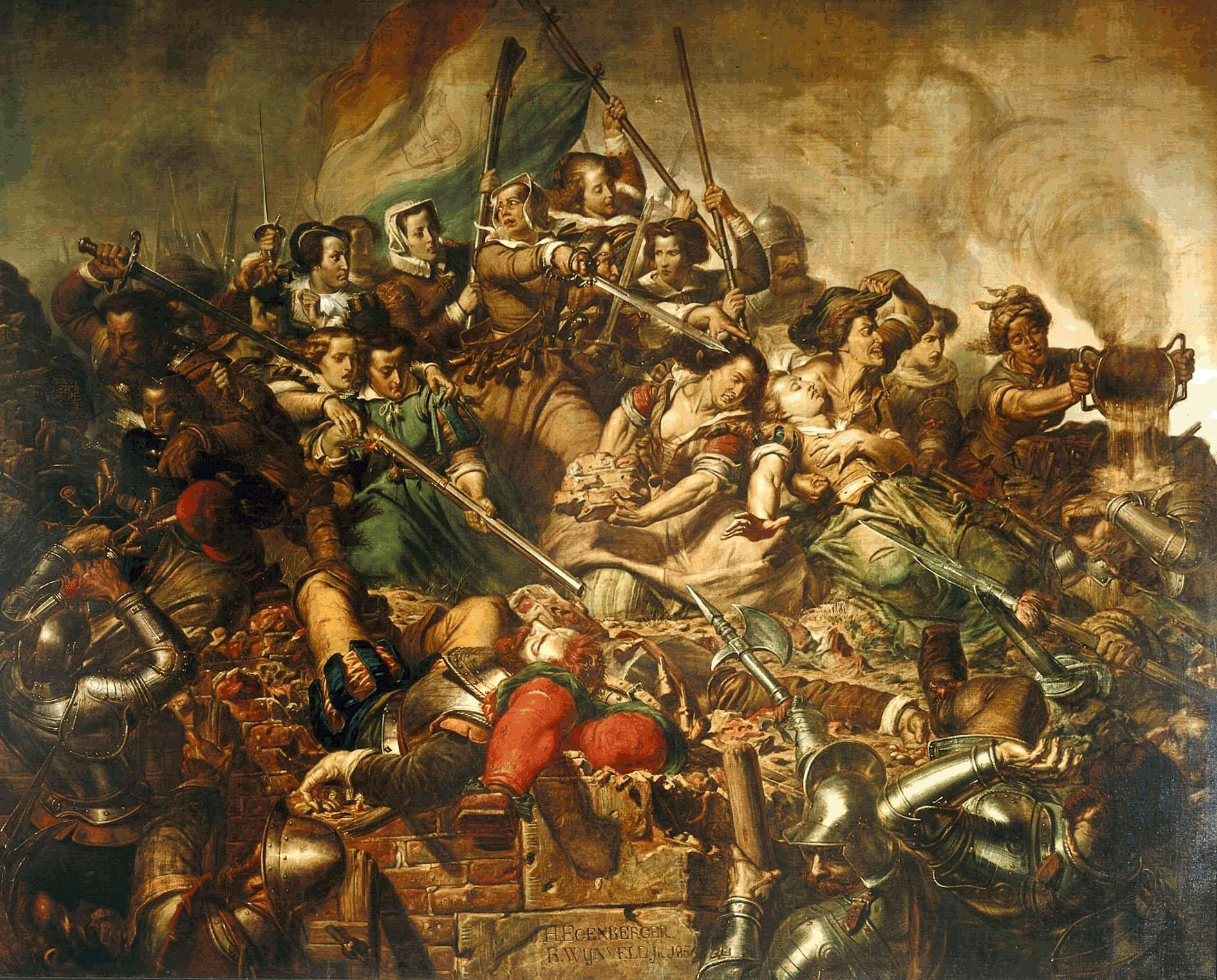
Rappresentazione pittorica di epoca romantica che vede Kenau e un gruppo di 300 cittadini che difendono la città di Haarlem, dipinto da Barend Wijnveld e J.H. Egenberger, 1854

## L'assedio

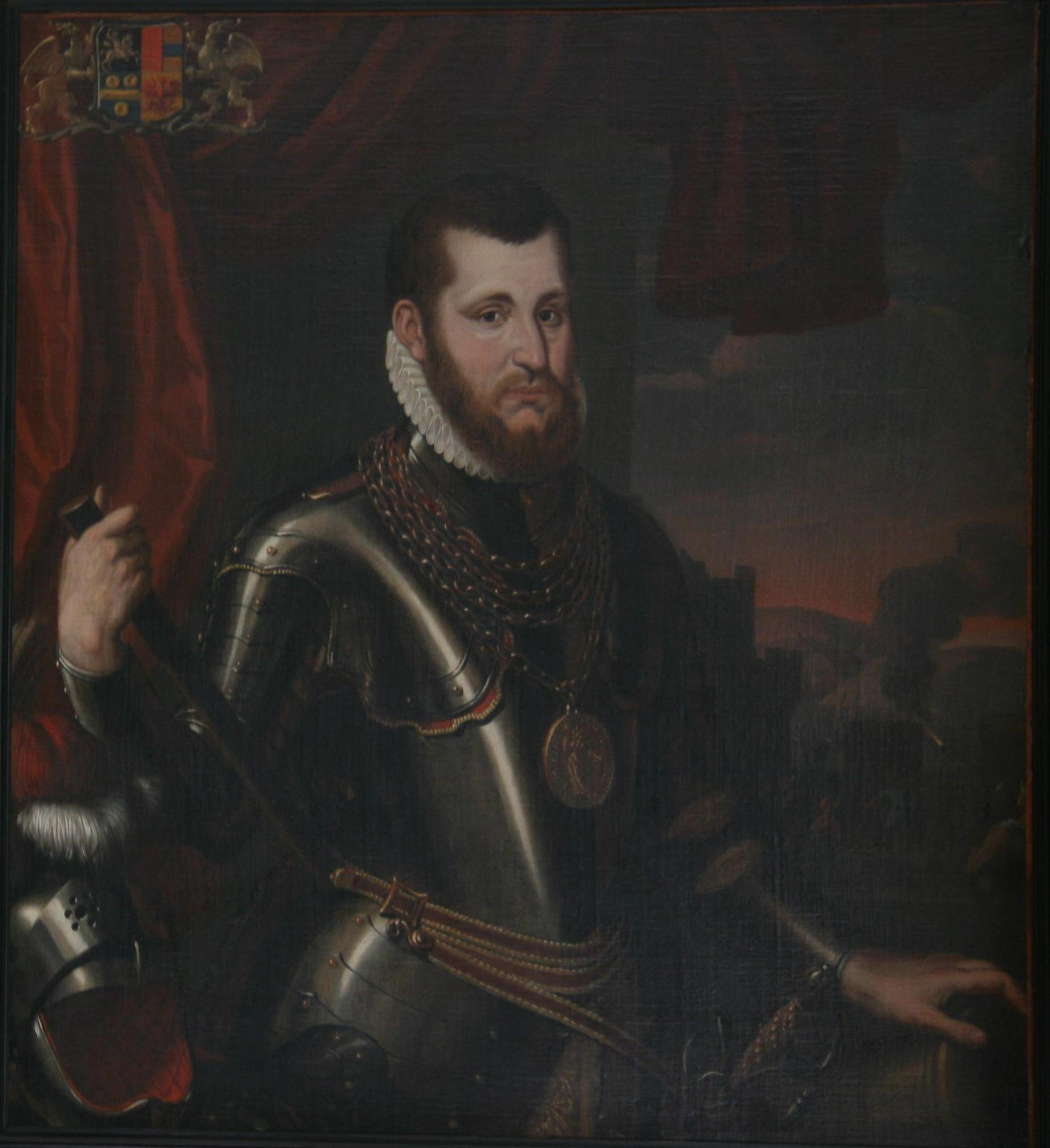
Wigbolt Ripperda, governatore di Haarlem, ispirò i cittadini a non cedere all'esercito spagnolo.

L'11 dicembre 1572 l'esercito spagnolo pose l'assedio ad Haarlem. La città non era molto forte a livello di difese e, per quanto completamente circondata da mura, queste non si trovavano in ottimo stato. L'area circostante non poteva essere inondata ed offriva al nemico molti punti per porre comodamente il proprio accampamento. Ad ogni modo, l'esistenza dell'Haarlemmermeer (un grande lago) nei pressi della città rendeva complesso all'eventuale nemico impedire che la città ricevesse rinforzi esterni.
Era inusuale per l'epoca combattere durante il periodo invernale, ma la città di Haarlem era un punto cruciale e Don Fadrique proseguì quindi con le opere di assedio. Nei primi giorni della battaglia, l'esercito spagnolo cercò di assaltare direttamente le mura, ma questo tentativo venne respinto per l'insufficiente preparazione dell'esercito spagnolo che non si aspettava così tanta resistenza da parte dei cittadini. Durante i primi due mesi d'assedio, la situazione fu sostanzialmente bilanciata da ambo le parti. L'esercito spagnolo scavò due tunnel per cercare di raggiungere le mura della città e farle saltare. I difensori a loro volta scavarono dei tunnel per minare i tunnel spagnoli. La situazione peggiorò però per Harleem il 29 marzo 1573. L'esercito di Amsterdam, fedele al re di Spagna, occupò l'Haarlemmermeer e riuscì quindi ad isolare Haarlem dal resto del mondo. La fame crebbe in città e la situazione divenne così tesa che il 27 maggio molti prigionieri (in prevalenza lealisti spagnoli) vennero uccisi in prigione per risparmiare sulle scorte di cibo.
Il 19 dicembre non meno di 625 palle di cannone vennero sparate sulle mura della città e questo costrinse i difensori a iniziare la costruzione di un nuovo tratto di mura.
Durante il combattimento, due dei cancelli della città, la Kruispoort e la Janspoort crollarono.
Kenau Simonsdochter Hasselaer, una donna molto carismatica, aiutò le difese della città.
All'inizio di luglio, Guglielmo d'Orange radunò un esercito di 5000 soldati presso Leida per venire in aiuto ad Harleem. Ad ogni modo gli spagnoli riuscirono ad intrappolarli ed a sconfiggerli.

## La resa

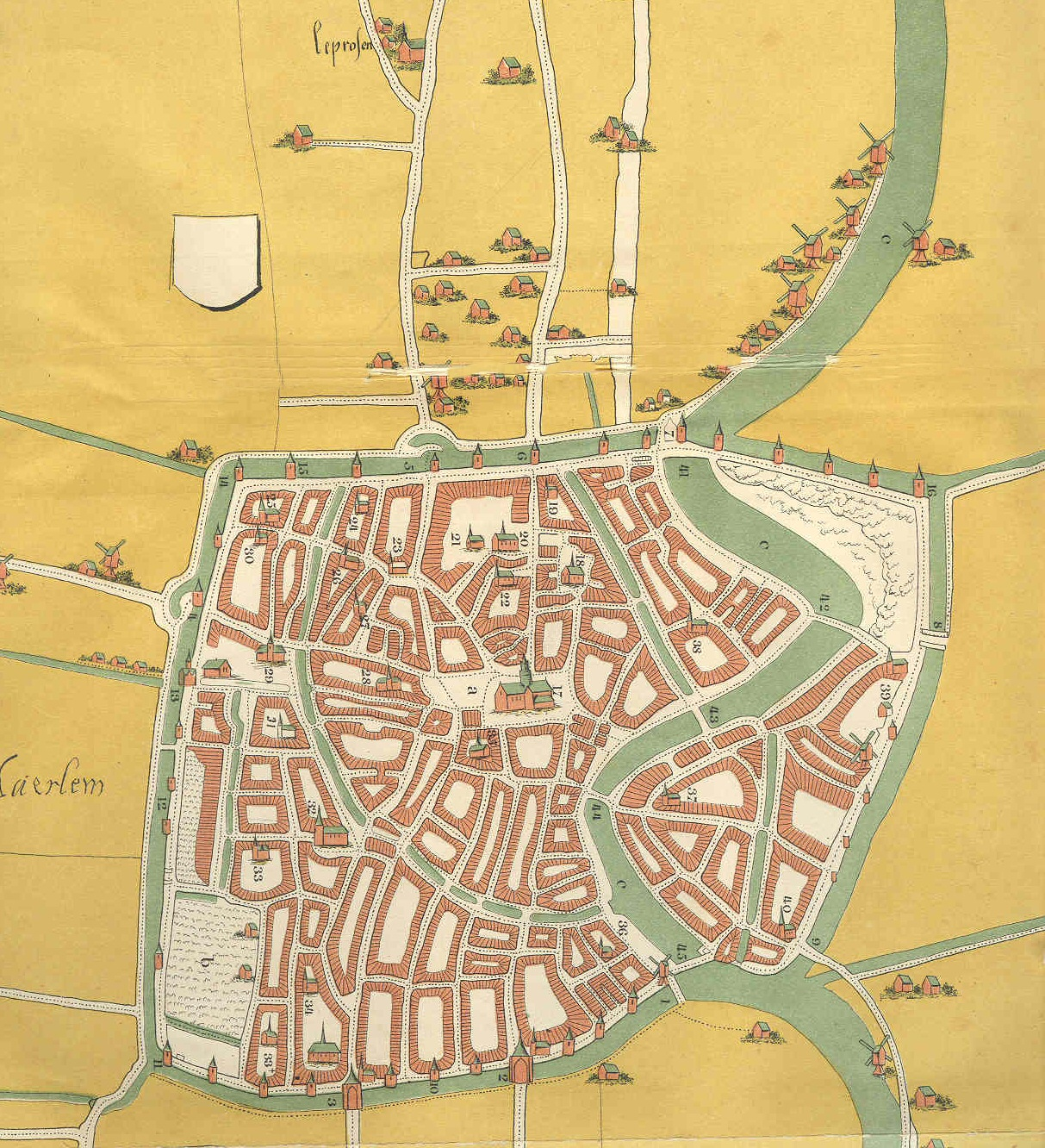
Mappa della città di Haarlem attorno al 1550. La città appare completamente circondata da mura e da un canale difensivo.

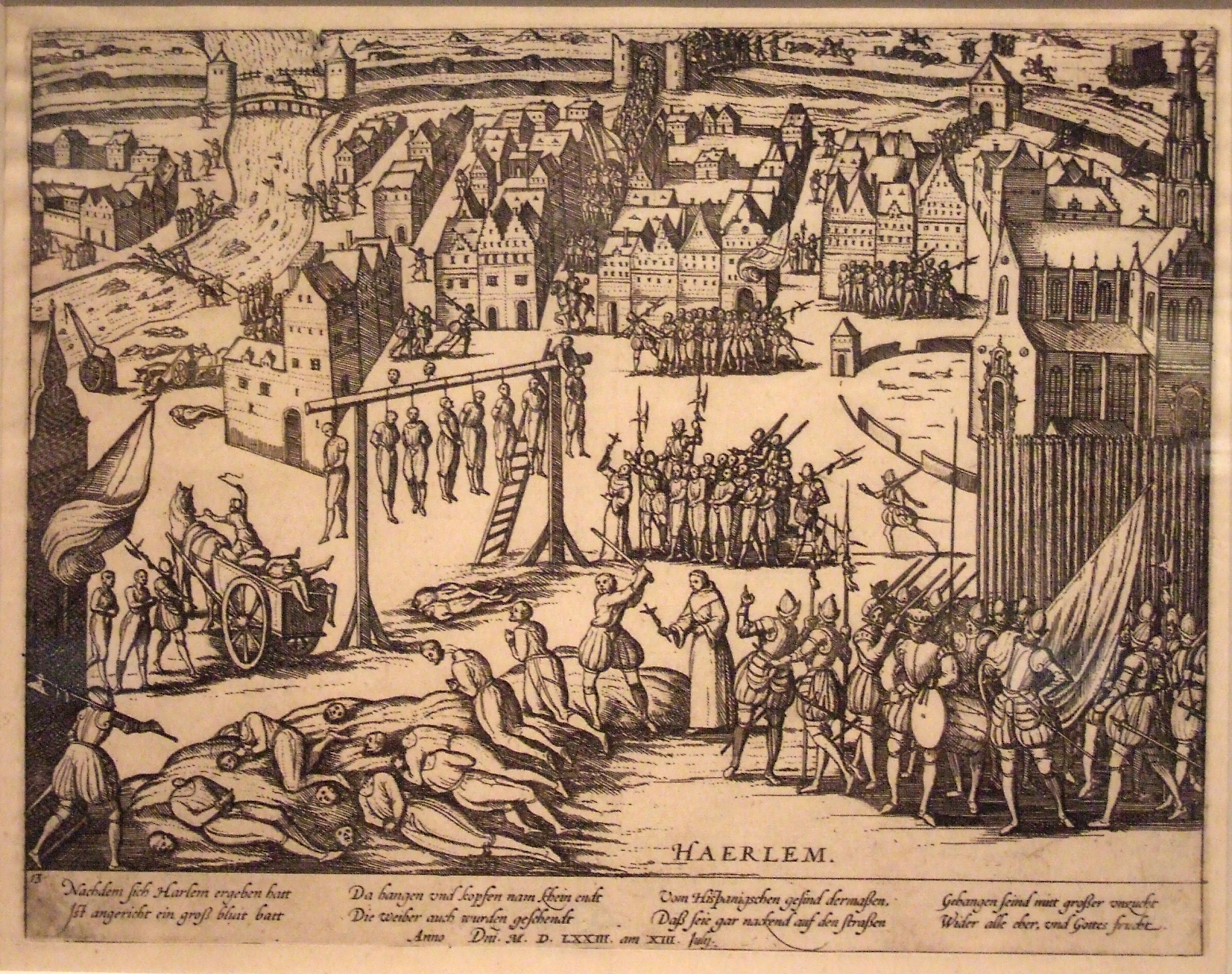
"Beleg van Haarlem", una stampa di propaganda olandese del 1573 che mostra impiccagioni di massa e decapitazioni, squartamento dei corpi e altre atrocità commesse dagli spagnoli.

Dopo sette mesi la città si arrese infine il 13 luglio 1573. Solitamente dopo la vittoria di un assedio l'esercito nemico era solito saccheggiare la città conquistata, ma gli spagnoli offrirono agli abitanti locali la possibilità di comprare la loro salvezza tramite il pagamento della somma di 240 000 gulden.
La promessa venne mantenuta, ma gli spagnoli giustiziarono l'intera guarnigione (tra cui molti inglesi, ugonotti francesi e olandesi) presente in città, ad eccezione dei mercenari tedeschi assoldati. Vennero pure giustiziati quaranta cittadini accusati di sedizione; alcuni cittadini si gettarono nel fiume Spaarne ed annegarono pur di non finire nelle mani degli spagnoli. Il governatore Ripperda ed il suo luogotenente vennero decapitati. Don Fadrique ringraziò Dio per la sua vittoria con un Te Deum cantato nella Sint-Bavokerk.
Ancora oggi sulla chiesa locale si possono leggere le seguenti parole:
In dees grote nood, in ons uutereste ellent

Gaven wij de stadt op door hongers verbant

Niet dat hij se in creegh met stormender hant.

In grande necessità, nella nostra più cupa miseria,

abbiamo arreso la città, costretti dalla fame,

ma quelli l'anno tratta nella tempesta.

## Letteratura e film

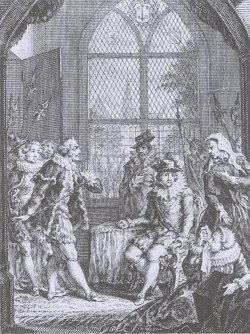
Scena dell'opera di Juliana de Lannoy, pubblicata nel 1770. Il momento in cui Amelia, figlia di Kenau, piange per il marito Wigbolt Ripperda (nella bara) mentre Kenau appare arrabbiato, riprendendo il duca d'Alba, entrato nella sala per prendere in custodia Pieter Hasselaer (seduto).

L'episodio dell'assedio della città di Haarlem è stato oggetto di tre opere teatrali, di cui la più significativa è sicuramente quella di Juliana de Lannoy del 1770.
Nel 2014 il film olandese Kenau ha rappresentato l'assedio alla città di Haarlem e l'eroica difesa della città.